# (6150) Neukum
(6150) Neukum es un asteroide perteneciente al cinturón de asteroides, región del sistema solar que se encuentra entre las órbitas de Marte y Júpiter, más concretamente a la familia de Higía, descubierto el 16 de marzo de 1980 por Claes-Ingvar Lagerkvist desde el Observatorio de La Silla, Chile.

## Designación y nombre
Designado provisionalmente como 1980 FR1. Fue nombrado Neukum en homenaje a Gerhard Neukum, director del Instituto DLR de Exploración Planetaria en Berlín-Adlershof, que ha liderado con gran dedicación y entusiasmo a través de los difíciles años posteriores a la reunificación alemana. Su investigación sobre el registro de impacto de la Luna, los planetas terrestres y los planetas menores ha llevado a un método de determinación de la edad que es aplicable a todas las superficies planetarias del sistema solar.

## Características orbitales
Neukum está situado a una distancia media del Sol de 3,151 ua, pudiendo alejarse hasta 3,594 ua y acercarse hasta 2,708 ua. Su excentricidad es 0,140 y la inclinación orbital 3,682 grados. Emplea 2043,33 días en completar una órbita alrededor del Sol.

## Características físicas
La magnitud absoluta de Neukum es 12,9. Tiene 11,714 km de diámetro y su albedo se estima en 0,107. 